# Mariusz Godzina
Mariusz Godzina (ur. w Stalowej Woli) – polski muzyk, saksofonista (saksofon sopranowy, altowy i tenorowy) oraz instruktor muzyczny.
Jest absolwentem Akademii Muzycznej im. Karola Szymanowskiego w Katowicach, kierunek jazz i muzyka estradowa, instrument saksofon. Ukończył również studia pedagogiczne.
Jako Muzyk sesyjny współpracował lub współpracuje z wieloma polskimi artystami, m.in. Strachy na Lachy, Sorry Boys, Buldog, Vespa, Janusz Zdunek&Marienburg, Grażyna Łobaszewska, Marek Raduli. 
Pierwotnie związany z takimi formacjami jak Dusza, Orange the Juice, Buldog. 
W 2020 dołączył do zespołu Kult, zastępując Tomasza Glazika. 

## Dyskografia[9]
- 2005 "K-n.a.n." – Ziemia Kanaan
- 2007 Autor – Strachy na Lachy
- 2008 Miasto Nic – Janusz Zdunek + Marienburg
- 2008 You Name It – Orange The Juice
- 2009 Amuse Me – Amuse Me
- 2010 Romanian Beach – Orange The Juice
- 2013 Koncerty w Trójce vol. 8 – Buldog
- 2014 The Messiah Is Back – Orange The Juice
- 2014 The Drug Of Choice – Orange The Juice
- 2015 Sirrahead (Reverse) – Sirrah 2
- 2016 Diamenty i Jedwabie – Vespa
- 2017 Numery – Janusz Zdunek

- 2018 Warhead – Kazik + Zdunek Ensemble
- 2021 Ostatnia Płyta – Kult – saksofony